# Seminario Mayor de Manizales

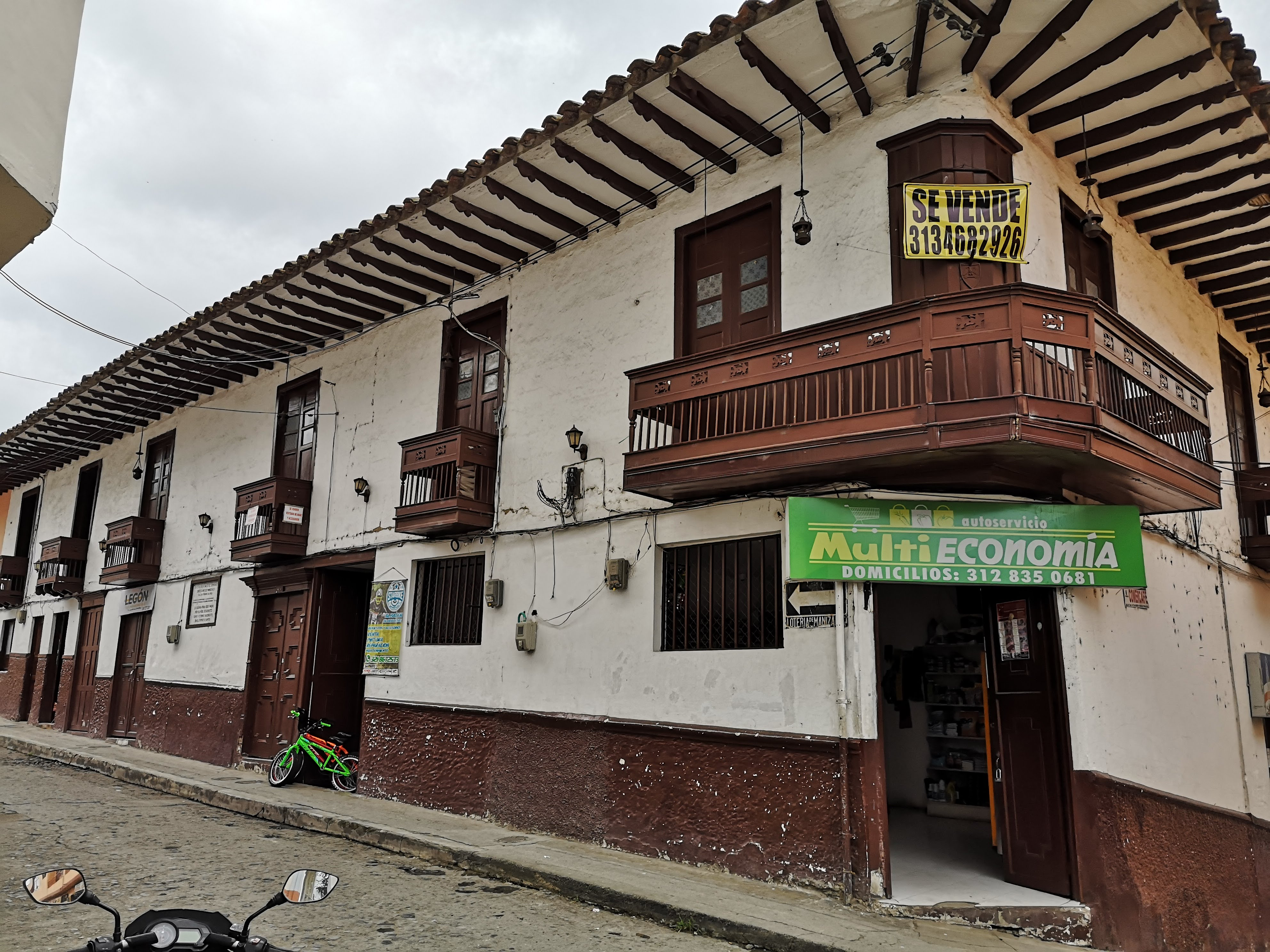
Casa en Aranzazu que funcionó como seminario diocesano en 1902

El Seminario Mayor Nuestra Señora del Rosario, es un centro de formación sacerdotal católico, perteneciente a la Arquidiócesis de Manizales.

## Historia
El Seminario Mayor "Nuestra Señora del Rosario", es un centro de formación sacerdotal católico, perteneciente a la Arquidiócesis de Manizales, fue establecido en 1901 por Mons. Gregorio Nacianceno Hoyos primer obispo de Manizales, que había sido párroco de Manizales durante 20 años (desde 1880), fue primero, durante 16 meses, administrador apostólico, de tal modo que el Seminario comenzó a existir aun antes de la consagración de su primer Obispo, ya que ésta tuvo lugar el 29 de junio de 1902 y el Seminario había funcionado ya durante medio año en Aranzazu, antes de ser trasladado a la ciudad de Manizales a finales del mes de agosto del mismo año 1902.
En la actualidad el Seminario Mayor de Manizales, se encuentra ubicado en el caserío de la Florida, perteneciente al municipio de Villamaría Caldas, a escasos 20 minutos del centro de Manizales, en donde ha funcionado desde el año de 1984.